# الدوري الإسباني الدرجة الثانية ب 1990–91
الدوري الإسباني الدرجة الثانية بي 1990–91 (بالإسبانية: Segunda División B de España 1990-91)‏ هو موسم من الدوري الإسباني الدرجة الثانية بي. فاز فيه نادي بطليوس.